# متدیلازین
متدیلازین (انگلیسی: Methdilazine) دارویی است که از موارد استعمال آن می‌توان به نورودرماتیت، اگزماآتوپیک، درماتیت تماسی، تب یونجه‌ای و کهیر اشاره کرد.

## ملاحظات
مصرف این دارو موجب خواب آلودگی می‌شود.